# 中山慶親
中山 慶親（なかやま よしちか）は、室町時代から江戸時代初期にかけての公卿。権大納言・中山親綱の長男。官位は従二位・権大納言。中山家15代。

## 生涯
天正4年（1576年）元服し、禁色宣下を受ける。同17年（1589年）参議となり公卿入りを果たす。
元和4年（1618年）、中風で薨去した。享年53。法号は西照院凉月向空。

## 官歴
- 永禄13年1月13日（1570年2月17日）、従五位下・侍従
- 天正3年4月14日（1575年5月23日）、従五位上
- 天正6年1月6日（1578年2月12日）、正五位下
- 天正7年1月11日（1579年2月6日）、近衛少将
- 天正9年2月26日（1581年3月30日）、従四位下
- 天正9年3月13日（1581年4月16日）、蔵人頭
- 天正9年3月27日（1581年4月30日）、左近衛中将
- 天正9年3月27日？（1581年4月30日）、従四位上
- 天正10年1月6日（1582年2月19日）、正四位下
- 天正11年1月5日（1583年1月28日）、正四位上
- 天正17年1月6日（1589年2月20日）、参議、左近衛中将は如元
- 天正17年5月30日（1589年7月12日）、従三位
- 慶長2年1月13日（1597年3月1日）、権中納言
- 慶長16年4月21日（1611年6月2日）、正三位
- 慶長17年12月8日（1613年1月28日）、権大納言
- 慶長19年1月5日（1614年2月13日）、従二位
- 元和元年（1615年）、権大納言辞退

## 系譜
- 父：中山親綱
- 母：白川雅業王の娘
- 妻：有馬則頼の娘[2]
- 生母不明の子女
  - 長男：中山元親（1594 - 1639）
  - 次男：寛済（? - 1663）
  - 女子[3]
  - 女子（? - 1640）[3][4]